# 城厢镇 (那坡县)
城厢镇，是中华人民共和国广西壮族自治区百色市那坡县下辖的一个乡镇级行政单位。

## 行政区划
城厢镇下辖以下地区：
镇玉社区、城北社区、城南社区、永宁村、那赖村、百灵村、永平村、果仁村、合群村、弄楠村、吞岭村、弄力村、永靖村、超群村、永乐村、弄底村、龙华村、和平村、洞汉村、中强村、那桑村、念甲村、念烟村、者仲村、百林村、者兰村、隆平村、达腊村和口角村。

## 中国传统村落
2012年，达腊屯被评为首批“中国传统村落”。